# Цинкоци, Жужа
Жужанна Цинкоци (венг. Czinkóczi Zsuzsa; род. 23 января 1967, Кишкунмайша, Бач-Кишкун) — венгерская актриса.

## Биография
Жужа родилась в 1967 году в семье Ласло Цинкоци и Розалии Пинтер. До начала актёрской карьеры она жила на ферме вместе с родителями и несколькими братьями.
В 1975 году она была выбрана среди 5000 претенденток на главную роль в фильме Ласло Раноди по Жигмонду Морицу «Сиротка». После фильма, получившего признание критиков, Жужа прославилась. В детстве и юности она снялась во многих кино- и телефильмах. После того, как она вышла замуж и родила сына Тамаша в 17 лет, Жужа некоторое время появлялась только в фильмах Марты Месарош.

## Фильмография
- Сиротка (1976) — Чёре
- Их двое (1977) — Жужи Боднар
- Почти как дома (1978) — Жужи
- Варварское аллегро (1979) — Мари Банкош
- Венгерская рапсодия (1979) — Эстер
- Встреча №1463 (1982) — Кати
- Дневник для моих детей (1984) — Юлия
- Дневник для моих любимых (1987) — Юлия Ковач
- Дневник для моих родителей (1990) — Юлия
- Эмбрион (1993)
- Седьмая комната (1996) — Дора
- Маленькая Вильма — Последний дневник (1999) — Анна
- Американская рапсодия (2000) — Тери
- Непогребённый (2004)
- Последний донос на Анну (2009) — Магда
- Аврора Бореалис: Северное сияние (2017) — мать Марии

## Театр
- Ночи Кабирии (2010) — Мариса

## Награды
- Фестиваль детских фильмов в Тегеране 1977 — лучшая женская роль («Сиротка»)[6]
- Премия венгерских кинокритиков 1984 («Дневник для моих детей»)[7]
- Viareggio EuropaCinema 1990  — лучшая актриса («Дневник для моих родителей»)[8]